# Sorhagenia janiszewskae
Sorhagenia janiszewskae ist ein Schmetterling (Nachtfalter) aus der Familie der Chrysopeleiidae.

## Merkmale
Die Falter erreichen eine Flügelspannweite von 10 bis 13 Millimeter. Sorhagenia janiszewskae ähnelt Sorhagenia rhamniella, die Vorderflügel sind aber dunkler und länglicher (sechsmal so lang wie breit). Der helle Bereich in der Flügelmitte ist undeutlich gerandet. Eine sichere Unterscheidung ist nur durch eine Genitaluntersuchung möglich.
Bei den Männchen ist der Uncus spatelförmig. Die Valven einschließlich der Ampulla sind schlank und laufen spitz zu. Sie sind etwa ein Viertel länger als der Cucullus. Der Sacculus ist kurz und an der Basis breit. Er verjüngt sich distal. Die Costa hat zwei Fortsätze, einen kleinen runden in Basisnähe und einen großen quadratischen, der sich an den kleineren anschließt. Die Juxta ist dreieckig. Das Vinculum ist breit und V-förmig. Der Aedeagus ist kräftig und hat einen großen bauchigen Coecum penis.
Bei den Weibchen ist das Ostium mit zwei spitz zulaufenden und stark sklerotisierten seitliche Platten versehen. Die seitlichen Fortsätze der Genitalplatte sind dreieckig. Das Antrum weitet sich an der Einmündung des Ductus bursae. Der Ductus bursae ist etwas länger als das Antrum. Das Corpus bursae ist oval. Die Signa haben in der Mitte einen kleinen Dorn.
Die Raupen sind weißlich, der Kopf und das Nackenschild sind bräunlich. Ein grauer, durchscheinender Fleck befindet sich an Mesonotum und Epinotum.

## Verbreitung
Sorhagenia janiszewskae ist in Europa im Norden bis in den Süden Fennoskandinaviens verbreitet. Die Art kommt auch im Kaukasus und im Westen des Transkaukasien vor.

## Biologie
Die Raupen entwickeln sich an Faulbaum (Frangula alnus) sowie gelegentlich auch an Purgier-Kreuzdorn (Rhamnus cathartica), Alpen-Kreuzdorn (Rhamnus alpina) und Rhamnus fallax. Die Raupen leben von Mai bis Juni in den Fraßgängen junger Zweige, wo sie das Mark fressen. Dadurch verwelken die Blätter an der Spitze des Zweiges, wodurch der Raupenbefall angezeigt wird. Der Raupenkot wird teilweise durch eine seitliche Öffnung des Fraßganges ausgeworfen. Diese Öffnung befindet sich häufig an der Blattachsel und ist schwer zu finden. Junge Raupen minieren auch in den Blattstielen. Die Raupen verpuppen sich in einem lockeren Kokon am Boden. Die Art bildet eine Generation im Jahr. Die Falter fliegen von Ende Juni bis Ende August. Sie wurden aber auch schon Ende September und im März gefunden. Man vermutet, dass im Gegensatz zu Sorhagenia rhamniella und Sorhagenia lophyrella bei Sorhagenia janiszewskae gelegentlich Falter überwintern.

## Belege
1. 1 2 3 4 5  J. C. Koster, S. Yu. Sinev: Momphidae, Batrachedridae, Stathmopodidae, Agonoxenidae, Cosmopterigidae, Chrysopeleiidae. In: P. Huemer, O. Karsholt, L. Lyneborg (Hrsg.): Microlepidoptera of Europe. 1. Auflage. Band 5. Apollo Books, Stenstrup 2003, ISBN 87-88757-66-8, S. 174 (englisch).
2. 1 2  Hans Malicky (1966): Vorläufige Mitteilung über Biologie und Verbreitung von Sorhagenia SPULER (Lep., Momphidae) Entomologisches Nachrichtenblatt 13: Seite 37–42
3. ↑  Sorhagenia janiszewskae bei Fauna Europaea. Abgerufen am 24. März 2012